# الحريقة (أسلم)

تعديل مصدري - تعديل

الحريقة هي إحدى قرى عزلة أسلم الشام بمديرية أسلم التابعة لمحافظة حجة، بلغ تعداد سكانها 104 نسمة حسب تعداد اليمن لعام 2004.